# 喬爾努希
喬爾努希（羅馬化：Chornukhy），或按俄语译为切尔努希，是烏克蘭中部波爾塔瓦州卢布内区乔尔努希市镇内的鎮及其行政中心。曾是原喬爾努希區的区府。始建於1261年，面積6.9平方公里，2013年人口2,610，人口密度每平方公里378.3人。

## 備注
1. ↑  俄语：，羅馬化：Chernukhi